# Baradères (arrondissement)
Baradères (Haïtiaans-Creools: Baradè) is een arrondissement van het Haïtiaanse departement Nippes. Er zijn 47.000 inwoners. De postcodes van dit arrondissement beginnen met het getal 75.
Het arrondissement Baradères bestaat uit de volgende gemeenten:
- Baradères (hoofdplaats van het arrondissement)
- Grand-Boucan